# فستروغوثيات
الفستروغوثيات (الاسم العلمي:†Vestrogothiina) هي رتيبة منقرضة من مفصليات الأرجل تتبع رتبة الجوادف الفوسفاتية من القشريات الزائفة.

## التصنيف
- رتيبة †الفستروغوثيات
  - فصيلة †الفستروغوثات
    - جنس †الفستروغوثية